# Oscar Pycke de Peteghem
Le baron Oscar-Marie-Joseph-Ghilsain Pycke de Peteghem, né le 1er avril 1823 et mort le 18 novembre 1903, est un homme politique belge. Il est le frère d'Amédée Pycke de Peteghem.

## Mandats
- Conseiller communal de Petegem-aan-de-Schelde : 1863
- Bourgmestre de Petegem-aan-de-Schelde : 1860-1903
- Sénateur : 1878-1900
- Questeur du Sénat belge : 1884-1892

## Sources
- Stengers J., De Paepe J.-L., Gruman M. e.a. Index des éligibles au Sénat (1831-1893), Brussel, 1975.
- Le Sénat belge, p. 416-417.
- P. Van Molle, Het Belgisch parlement, p. 278.

- Ressource relative à plusieurs domaines :   - ODIS